# One Shot Easy Volume 2
One Shot Easy Volume 2 è la seconda raccolta di musica leggera e easy listening appartenente alla collana One Shot Easy, pubblicata in Italia nel 2001 dall'etichetta discografica Universal Music.

## Tracce
1. Keith Carradine – I'm Easy – 3:14
2. ABBA – Knowing Me, Knowing You – 4:02
3. Michel Fugain – Une belle histoire – 3:16
4. Al Stewart – Year of the Cat – 6:44
5. Nicolette Larson – Lotta Love – 3:12
6. Larry Santos – We Can't Hide It Anymore – 3:48
7. Dr. Hook – Sexy Eyes – 3:30
8. Earth, Wind & Fire – Fantasy – 4:38
9. Player – Baby Come Back – 4:16
10. Dire Straits – Romeo and Juliet – 6:01
11. Paul Davis – Cool Night – 3:39
12. J.J. Cale – Magnolia – 3:24
13. Diana Ross – Touch Me in the Morning – 3:57
14. Foreigner – Waiting for a Girl Like You – 4:52
15. Kid Creole & The Coconuts – I'm a Wonderful Thing Baby – 5:14
16. Sérgio Mendes – Never Gonna Let You Go – 4:16
17. David Bowie – Space Oddity – 5:19
18. John Miles – Music – 5:54
19. Irene Cara – Out Here On My Own from "Fame" – 3:12